# Discocalyx
Discocalyx é um género botânico pertencente à família Myrsinaceae.